# クローズアップ
クローズアップ（英: Close-up）は、対象物を画面いっぱいに撮影する事。映画においては、イギリスのジョージ・アルバート・スミスが、『おばあさんの虫眼鏡』（1900年）などでクローズアップを用い始め、その後D・W・グリフィスによって確立された。ここでのcloseは形容詞からの派生(クロー"ズ"は「閉める」を意味する動詞)であり、原語を片仮名で書き下すならば「クロースアップ」が適切である。

## 概要
グリフィスは、強烈な演出効果を生み出す事を目的としていわば飛び道具的にここぞと言う時にクローズアップを利用したが、その強い演出性故に多くの作家、映画でクローズアップが多用される事になり、結果的に次第に演出的な効果は薄れていった。1930年代前半に、山中貞雄が「クローズアップというのは一つの映画で一ヶ所、多くても二、三ヶ所で用いるからこそ効果がある」と力説していた事からすると、クローズアップの「発明」から10年程度の後には既に当たり前のものとして普及していた事が窺える。
しかし、クローズアップは単なる普及に留まることなく、テレビの登場により俳優の顔や表情を大写しする手段や物語のポイントを強調する便利な道具として常用されるようになる。むしろ、今日のテレビドラマにおいてはクローズアップこそが標準のフレームであるとすら言える状況であり、ここで用いられるクローズアップには本来的な演出的意図や効果はない。むしろ、クローズアップを使わない事や、逆に表情すら窺う事が出来ないほど極端なクローズアップを用いる事による演出的な効果を狙うケース（手法）が登場している。前者の代表としてはテオ・アンゲロプロスが、後者としては加藤泰が上げられる。

## 派生
上記のように本来は映像技術の用語であったクローズアップは、転じてある事柄や問題などが注目されることという意味でも用いられる。また、ある事柄や問題、人物などに焦点を当てたり、主に取り上げたりする場合にも使用される。似た意味を成す言葉に「スポットライト（スポット）を当てる」、「ピックアップする」がある。